# Marckloff

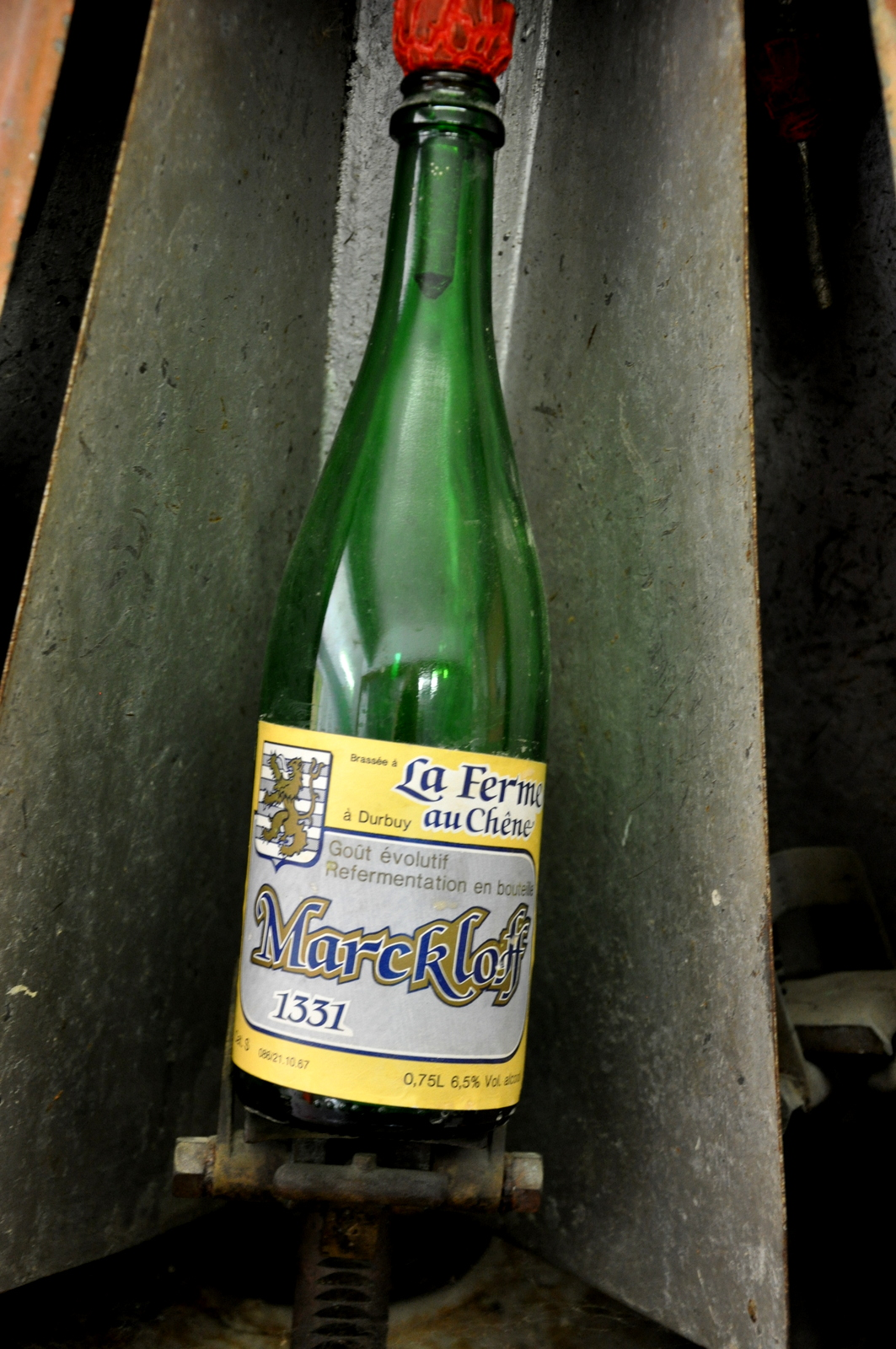
Marckloff, oud etiket

Marckloff is een Belgisch amberkleurig speciaalbier van hoge gisting met een alcoholpercentage van 6,5%. 

## Geschiedenis
Het bier wordt gebrouwen vanaf het jaar 1989 in de Brasserie La Ferme au Chêne die zich bevindt in het centrum van Durbuy. Het bier draagt de naam van Philippe Marckloff, die rond 1560 eigenaar was van een brouwerij in het dorp. In 1989 hebben de gebroeders Jacques en Michel Trine, met de hulp van brouwer Daniel Prignon van de Brasserie Fantôme in Soy, het bier ontwikkeld. Tijdens het brouwen zijn bezoekers welkom om het productieproces van het bier te observeren. Marckloff was alleen ter plekke beschikbaar: het mocht enkel in La Ferme au Chêne worden geconsumeerd. Rond juni 2013 sloot de brouwerij haar deuren en in 2014 werd zij overgenomen, waarna het bier terug op de markt gebracht werd met een vernieuwd etiket. Het bier wordt gebotteld in flessen van 75 cl en 33 cl en is ook beschikbaar op meerdere plaatsen in Wallonië.